# مجاز مرسل
المجاز المرسل هو شكل كلام يشير فيه مصطلح لجزء من شيء ما إلى كل شيء أو العكس و تعريفه الأساسي هو أنه كلمه تستخدم في غير معناها الأصلي و يراد بها معنى آخر.  